# 柯夢波丹
《柯夢波丹》（英語：Cosmopolitan），是全球一家主要针对女性读者的杂志。该杂志创办于1886年，1905年由美國出版业大亨威廉·赫斯特收购。1998年进入中国大陆，是中国内地一线时尚杂志“五大刊”之一。

## 历史
1886年3月，杂志在纽约市建立。1905年，威廉·赫斯特以40万美金（相当于2024年的$13,999,000）的价格将其收购。
2018年10月，於同年7月上任總裁的Troy Young為Hearst Magazines帶來第一股變革浪潮，委任Jessica Pels為《Cosmopolitan》的總編，取代僅接任該職位兩年時間的Michele Promaulayko。

## 封面

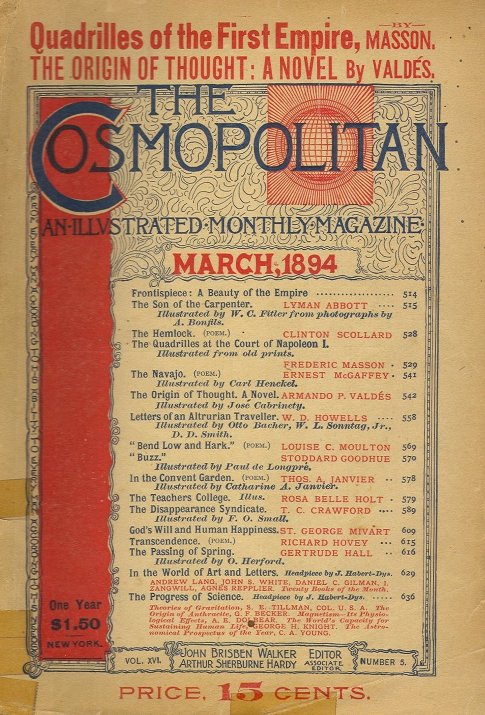
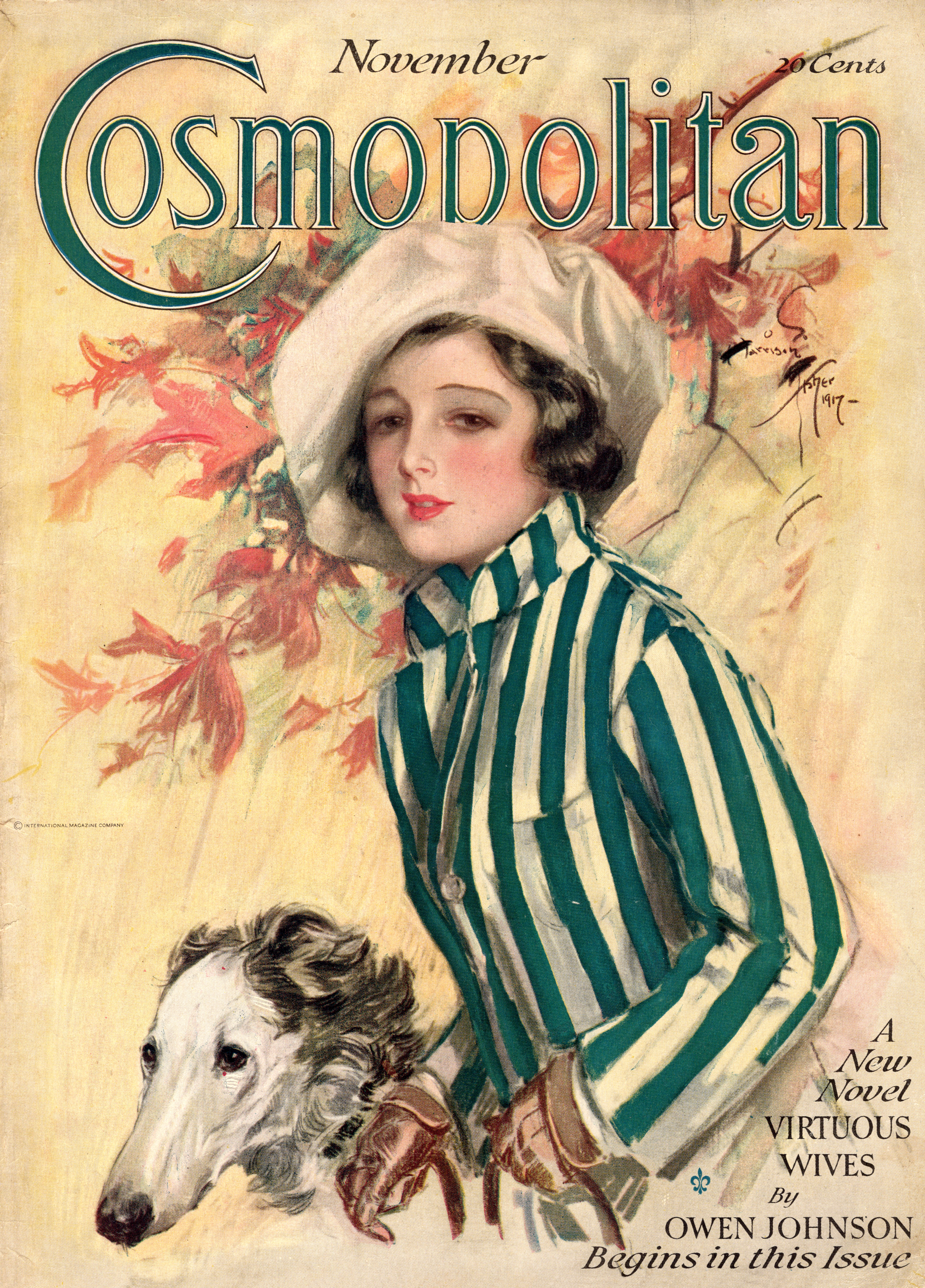